# Сферы из Клерксдорпа

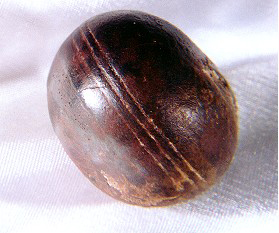
Шаровидная конкреция замещённого лимонитом пирита из Клерксдорпа

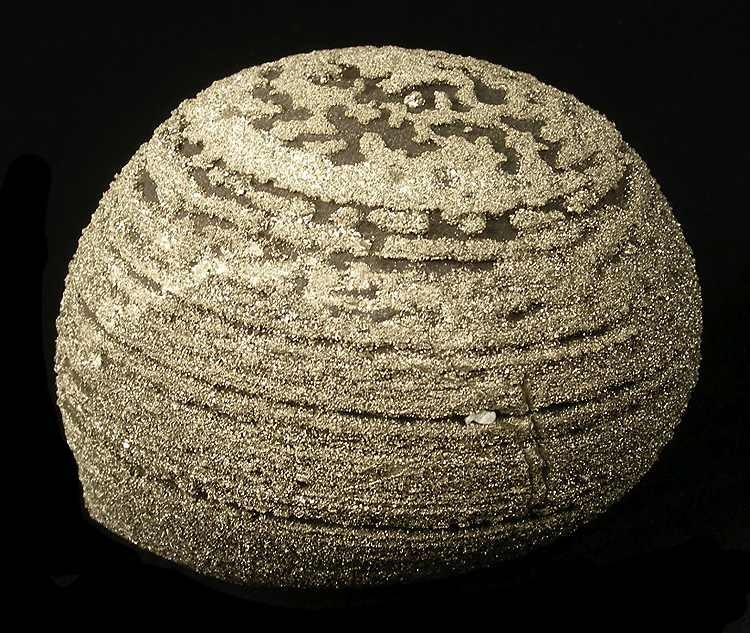
Шаровидная конкреция пирита из Китая — кольцевые углубления обусловлены слоистостью сланцев, в которых развивалась конкреция

Клерксдо́рпские шары́ (англ. Klerksdorp sphere) — сферические либо дискообразные объекты размером в несколько сантиметров с продольными углублениями и бороздами наподобие насечек, часто уплощённые и иногда сросшиеся друг с другом, которые находят в отложениях пирофиллита близ города Клерксдорп в Северо-Западной провинции ЮАР. Они были собраны шахтёрами в пирофиллите на месторождении, где этот минерал добывается. Возраст отложений составляет приблизительно 3 миллиарда лет.
В псевдоархеологической литературе эти шары принято преподносить как «неуместные артефакты» из сложных металлических сплавов, которые могли быть изготовлены лишь разумными существами. В действительности, как установлено геологами, эти находки, возраст которых исчисляется миллиардами лет, имеют естественное происхождение, и не состоят из металла. Результаты петрографического и рентгеноструктурного анализа образцов этих объектов показали, что они состоят либо из гематита, либо из волластонита с небольшим количеством примесей гематита и гётита. Многие из сфер из не изменённых выветриванием и окислением слоёв пирофиллита образованы пиритом.
Во всех образцах, которые были разрезаны, была установлена и описана радиально-лучистая структура образующего их минерального агрегата, разрастающегося в стороны от центра, из чего следует, что это природные конкреции, изначально преимущественно пиритовые, подвергшиеся различной степени естественного выветривания и окисления.